# Хіломікрон

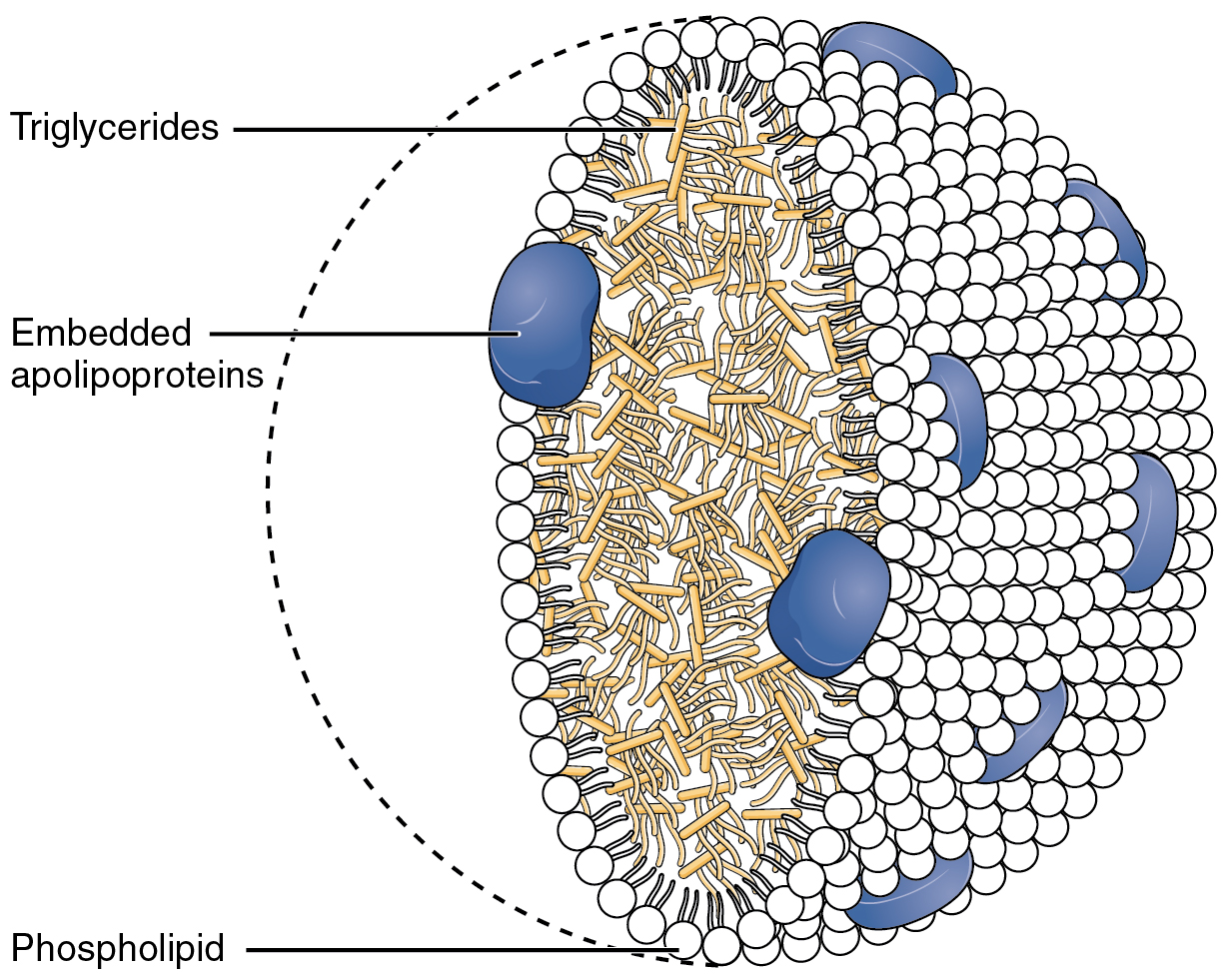
Схематичне зображення хіломікрону

Хіломікрони (від грецького χυλός, chylos, що означає сік (рослин або тварин) і мікрон, що означає малий ),  також відомі як ліпопротеїни наднизької щільності (ЛННЩ), це частинки ліпопротеїнів, які складаються з тригліцеридів (85–92%), фосфоліпідів (6–12%), холестерину. (1–3%) і білки (1–2%). Вони транспортують харчові ліпіди, такі як жири та холестерин, з кишечника в інші місця тіла, у водному розчині крові.  Хіломікрони є однією з п'яти основних груп ліпопротеїнів, на які поділяються залежно від їх щільності. Білок, специфічний для хіломікронів, — ApoB48.
Існує зворотна залежність між щільністю та розміром частинок ліпопротеїнів: жири мають меншу щільність, ніж вода або менші молекули білка, а більші частинки мають більший відношення внутрішніх молекул жиру до зовнішніх емульгуючих молекул білка в оболонці. Хіломікрони розміром близько 1000 нм або більше, є єдиними ліпопротеїновими частинками, які можна побачити за допомогою світлового мікроскопа при максимальному збільшенні. Всі інші класи субмікроскопічні.

## Функція

Будова хіломікрону
ApoA, ApoB, ApoC, ApoE (аполіпопротеїни); Т (триацилгліцерид); С (холестерин); зелений (фосфоліпіди)

Хіломікрони транспортують ліпіди, абсорбовані з кишечника, до жирової, серцевої та скелетної м’язової тканини, де їхні тригліцеридні компоненти гідролізуються ліпопротеїнліпазою, дозволяючи вивільненим вільним жирним кислотам поглинатися тканинами. Коли велика частина ядра тригліцеридів гідролізована, утворюються залишки хіломікрону, які поглинаються печінкою, також переносячи харчовий жир до печінки.

## Етапи

### Незрілі хіломікрони
У тонкому кишечнику харчові тригліцериди емульгуються жовчю та перетравлюються панкреатичними ліпазами, що призводить до утворення моногліцеридів і жирних кислот. Ці ліпіди всмоктуються ентероцитами шляхом пасивної дифузії. Усередині цих клітин моногліцериди та жирні кислоти транспортуються до гладкого ендоплазматичного ретикулуму (гладкого ЕР), де вони повторно етерифікуються з утворенням тригліцеридів.  Ці тригліцериди, разом з фосфоліпідами та холестерином, додаються до аполіпопротеїну B48 для формування незрілих (насцентних) хіломікронів  (також відомих як пре-хіломікрони).
Після синтезу в гладкому ЕР незрілі хіломікрони транспортуються до апарату Гольджі білками SAR1B.  Транспортуванню незрілих хіломікронів у секреторному шляху сприяють білкові транспортні везикули (PCTV). PCTV оснащені білками v-SNARE і VAMP-7, які допомагають у їх злитті з цис-компартментом Гольджі. Цьому транспорту сприяють білки COPII, включаючи Sec23/24, які вибирають вантаж і сприяють відродженню везикул з мембрани ER. 
Під час проходження через систему Гольджі незрілі хіломікрони піддаються ферментативним процесам модифікації та ліпідізації, що призводить до утворення зрілих хіломікронів .

### Зрілі хіломікрони
Зрілі хіломікрони вивільняються через базолатеральную мембрану ентероцитів (через секреторний шлях) у лактеальні  лімфатичні капіляри у ворсинках тонкої кишки. Лімфа, яка містить хіломікрони (та інші емульговані жири), називається хілусом. Лімфатичні судини несуть хілус до лімфатичних проток, перш ніж він потрапляє у венозну систему великого кола кровообігу через підключичні вени. Звідси хіломікрони можуть забезпечувати тканини всього тіла жиром, який поглинається з раціону.  Таким чином, перетравлені ліпіди (у формі хіломікронів) оминають портальну систему печінки і таким чином уникають метаболізму першого проходження, на відміну від перетравлених вуглеводів (у формі моносахаридів) і білків (у формі амінокислот).
Циркулюючи в крові, ліпопротеїни високої щільності (ЛПВЩ) віддають зрілим хіломікронам важливі компоненти, включаючи аполіпопротеїн C-II (APOC2) і аполіпопротеїн E (APOE). APOC2 є ключовим коферментом для активності ліпопротеїнліпази (LPL), яка гідролізує тригліцериди в хіломікронах.

### Хіломікронні залишки
Коли запаси тригліцеридів розподіляються, хіломікрони повертають APOC2 до ЛПВЩ, зберігаючи APOE, і перетворюючись на залишок хіломікрону. ApoB48 і APOE важливі для ідентифікації залишків хіломікронів у печінці для ендоцитозу та розпаду.

## Патологія

### Гіперхіломікронемія
Гіперхіломікронемія характеризується надмірною присутністю хіломікронів у крові, що призводить до екстремальної гіпертригліцеридемії. Клінічні прояви цього розладу включають ксантоми, які розриваються, ліпемію сітківки, гепатоспленомегалію, рецидивуючий біль у животі та гострий панкреатит. Цей стан може бути спричинений генетичними мутаціями (див. нижче) або вторинними факторами, такими як неконтрольований діабет або алкоголізм. 

### Гіпохіломікронемія
Гіпохіломікронемія означає аномально низькі рівні або повну відсутність хіломікронів у крові, особливо після їжі (постпрандіально). Цей стан може бути результатом генетичних мутацій (див. нижче), а також певних синдромів мальабсорбції або дефіциту споживання жиру в їжі. 

## Супутні розлади

### Хіломікронні залишки та серцево-судинні захворювання
Залишки хіломікронів — це частинки ліпопротеїнів, які залишилися після того, як хіломікрони доставили тригліцериди до тканин. Підвищений рівень цих залишків сприяє гіперліпідемії, яка вважається важливим фактором ризику серцево-судинних захворювань. 
Нещодавні дослідження показали, що залишки хіломікронів можуть проникати в інтиму і потрапляти в субендотеліальний простір судин. Цей процес посилює відкладення холестерину в артеріальній стінці, що є критичним кроком у формуванні атеросклеротичних бляшок. Утримання та модифікація цих залишків у артеріальній стінці викликає запальні реакції, що ще більше прискорює розвиток атеросклерозу . 

### Генетичні порушення

#### Абеталіпопротеїнемія (ABL)
Абеталіпопротеїнемія (ABL; OMIM 200100) є рідкісним аутосомно-рецесивним захворюванням, спричиненим мутаціями в обох алелях гена MTP. Цей генетичний дефект призводить до рівнів ApoB, які майже не визначаються, і дуже низького рівня холестерину в плазмі. Пацієнти з ABL демонструють порушення всмоктування жиру, стеаторею та накопичення жиру в ентероцитах і гепатоцитах. Захворювання також призводить до численних дефіцитів вітамінів (E, A, K і D) через порушення збірки та транспорту ліпопротеїнів. Без лікування ABL може спричинити такі неврологічні розлади, як спінально-мозочкова дегенерація, периферичні нейропатії та пігментний ретиніт. Раннє введення жиророзчинних вітамінів може запобігти цим ускладненням. 

#### Гомозиготна гіпобеталіпопротеїнемія (Ho-HBL)
Гомозиготна гіпобеталіпопротеїнемія (Ho-HBL; OMIM 107730) є надзвичайно рідкісним спадковим розладом, що характеризується неправильною упаковкою та секрецією apoB-вмісних ліпопротеїнів через мутації в обох алелях гена APOB. Ці мутації призводять до скорочень apoB або амінокислотних замін, що призводить до утворення коротких аномальних apoB, які не здатні зв’язувати ліпіди та утворювати хіломікрони. Клінічні прояви варіюються від відсутності симптомів до ознак, що збігаються з ознаками ABL, включаючи порушення всмоктування жиру та дефіцит вітамінів. 

#### Хвороба затримки хіломікронів (CMRD)
Хвороба утримання хіломікронів (CMRD; OMIM № 607689) — це рідкісне аутосомно-рецесивне захворювання, спричинене мутаціями в гені SAR1B. Пацієнти з CMRD мають хронічну діарею, затримку розвитку, гіпохолестеринемію та низький рівень жиророзчинних вітамінів. Ентероцити цих пацієнтів не здатні виділяти хіломікрони в лімфу, що призводить до накопичення ліпідів і характерних змін слизової оболонки тонкої кишки. На відміну від ABL і Ho-HBL, CMRD не викликає акантоцитозу, пігментного ретиніту або серйозних неврологічних симптомів. 

#### Синдром сімейної хіломікронемії (FCS)
Синдром сімейної хіломікронемії (FCS), також відомий як гіперліпопротеїнемія типу I, характеризується масивною гіпертригліцеридемією, болем у животі, панкреатитом, еруптивними (схильними до розривів) ксантомами та гепатоспленомегалією. Цей стан викликаний мутаціями в таких генах, як LPL, APOC-II, APOA-V, LMF1 і GPIHBP1, які беруть участь у регуляції катаболізму ліпопротеїнів, багатих на тригліцериди. Пацієнти з FCS демонструють значно підвищені концентрації хіломікронів натще і зазвичай не мають передчасного атеросклерозу через великий розмір хіломікронів, що перешкоджає їх проходженню через судинний ендотеліальний бар’єр. Діагноз підтверджується секвенуванням ДНК на наявність патогенних мутацій у цих генах. 